# محاورات في الدين الطبيعي
محاورات في الدين الطبيعي (بالإنجليزية: Dialogues Concerning Natural Religion) هو كتاب فلسفي لديفيد هيوم، نشر لأول مرة في 1779. من خلال الحوار، يناقش ثلاثة فلاسفة: ديميا، وفيلو، وكلينذس طبيعة وجود الله. ما إذا كانت هذه الأسماء تشير إلى فلاسفة معينين، سواء أكانوا قديمًا أم لا، يظل موضوعًا للنزاع العلمي. في حين يتفق الثلاثة على وجود إله، إلا أنهم يختلفون اختلافًا حادًا في الرأي حول طبيعة الله أو صفاته وكيف يمكن للبشر أن يتعرفوا على الإله.
في الحوارات، تناقش شخصيات هيوم عددًا من الحجج حول وجود الله، والحجج التي يؤمن مؤيدوها والتي من خلالها يمكننا التعرف على طبيعة الله. تتضمن مثل هذه الموضوعات التي تمت مناقشتها حجة التصميم وحجة الشر.
بدأ هيوم كتابة الحوارات في عام 1750 لكنه لم يكملها حتى عام 1776، قبل وفاته بوقت قصير. نُشرت الحوارات بعد وفاته في عام 1779، في الأصل بدون اسم المؤلف أو الناشر.
في صانع الساعات الأعمى (1986)، ناقش عالم الأحياء التطوري ريتشارد دوكينز اختياره لتسمية كتابه بعد بيان اللاهوتي ويليام بالي الشهير للحجة الغائية، تشبيه صانع الساعات، ولاحظ أن نقد هيوم للحجة من التصميم كتفسير للتصميم في كانت الطبيعة هي النقد الأولي الذي أجاب عليه تشارلز داروين في أصل الأنواع (1859). في الجزء الثاني من الحوارات (1779)، لاحظت شخصية فيلو أن تكاثر الحيوانات يبدو أكثر مسؤولية عن تعقيدات وترتيب الأجسام العضوية بدلاً من التصميم الذكي.

## الشخصيات
- بامفيليوس هو شاب حاضر خلال الحوارات. في رسالة، أعاد بناء محادثة دميا و فيلو و كلينذس بالتفصيل لصديقه هيرمبوس. هو بمثابة الراوي في جميع أنحاء القطعة. في نهاية الحوارات، كان يعتقد أن كلينذس قدم أقوى الحجج. ومع ذلك، قد يكون هذا بسبب الولاء لمعلمه، حيث لا يبدو أن هذا يعكس وجهات نظر هيوم الخاصة حول الموضوع. عندما تُؤخذ قطع أخرى عن الدين من قبل هيوم في الاعتبار، يمكن ملاحظة أنها تنتهي جميعًا ببيانات ساخرة (على ما يبدو) تعيد تأكيد حقيقة الآراء الدينية المسيحية. في حين أن المفارقة قد تكون أقل وضوحًا في الحوارات، فإن هذا يشير إلى قراءة مماثلة لنهاية هذا العمل. استخدم شيشرون أسلوبًا مشابهًا في حواراته.
- كلينذس هو مؤمن تجريبي، وهو أحد دعاة التجريبية الأرثوذكسية الذي يؤسس معتقداته حول وجود الله وطبيعته على نسخة من الحجة الغائية، والتي تستخدم دليل التصميم في الكون للدفاع عن وجود الله وتشابهه مع العقل البشري.
- فيلو وفقًا لوجهة النظر السائدة بين العلماء، هي الشخصية التي تقدم وجهات نظر تشبه إلى حد كبير آراء هيوم. يهاجم فيلو، جنبًا إلى جنب مع دميا، آراء كلينذس حول التجسيم والدين. بينما لم يذهب إلى حد إنكار وجود الله، يؤكد فيلو أن العقل البشري غير كافٍ تمامًا لوضع أي افتراضات حول الإله، سواء من خلال منطق مسبق أو مراقبة الطبيعة.
- دميا يدافع عن الحجة الكونية والإيمان الفلسفي. إنه يعتقد أن وجود الله يجب إثباته من خلال منطق مسبق وأن معتقداتنا حول طبيعة الله يجب أن تستند إلى الوحي والإيمان. يرفض ديميا الدين الطبيعي لكلينذس لكونه مجسمًا للغاية. يعترض دميا على التخلي عن الحجج المسبقة من قبل فيلو وكلينتيس (وكلاهما تجريبيان) ويتصور أن فيلو يقبل شكلاً متطرفًا من الشك.

## روابط خارجية
- محاورات في الدين الطبيعي على موقع الموسوعة البريطانية (الإنجليزية)